# ترشنگواتس
ترشنگواتس (به صربی: Trešnjevac) یک منطقهٔ مسکونی در صربستان است که در ناحیه بانات شمالی واقع شده‌است. ترشنگواتس ۱٬۸۶۸ نفر جمعیت دارد و ۸۷ متر بالاتر از سطح دریا واقع شده‌است.